# PeteStrumentals 2
Albums de Pete Rock
NY's Finest
(2008)
PeteStrumentals 2 est le sixième album studio, et le troisième instrumental, de Pete Rock, sorti le 23 juin 2015.
L'album est une sequel de PeteStrumentals, publié en 2001. Il s'agit du premier opus instrumental depuis The Surviving Elements: From Soul Survivor II Sessions, sorti en 2005.
Un clip a été réalisé pour le morceau Cosmic Slop. Parallèlement à la sortie de PeteStrumentals 2, une mixtape intitulée PeteStrumentals 2 The Official J. Rocc Mix a été publiée en version numérique ; il s'agit d'un remix réalisé par J. Rocc en hommage à l'album de Pete Rock.
L'album s'est classé 20e au Top R&B/Hip-Hop Albums et 21e au Top Independent Albums.

## Liste des titres
| No  | Titre                                        | Contient un (des) sample(s) de                                                                                              | Durée |
| --- | -------------------------------------------- | --- | ----- |
| 1.  | Heaven & Earth                               | Getaway Train des Earth Disciples The Warnings (Part I) de David Axelrod The Stunt Man – Main Theme de Dominic Frontiere    | 3:39  |
| 2.  | PR 4 Prez                                    | Funky President (People It's Bad) de James Brown                                                                            | 2:36  |
| 3.  | Cosmic Slop                                  | Iles dans l'espace de Mandré                                                                                                | 3:21  |
| 4.  | On & On                                      | What's Going On? des Ohio Players Love Rap de Spoonie Gee and The Treacherous Three                                         | 3:03  |
| 5.  | Beat Goes On                                 | Hanging Downtown de Cameo Searchin' for a Dream de Melba Moore S.U.S. de Placebo I Can't See What You See in Me des Joneses | 3:48  |
| 6.  | Clap Ya Hands (I Feel Good)                  | Live Convention '82 (Side A) de DJ Grand Wizzard Theodore                                                                   | 3:25  |
| 7.  | My My Baby                                   | The Way You Do the Things You Do de David Porter Live Convention '82 (Side A) de DJ Grand Wizard Theodore                   | 2:36  |
| 8.  | I Wish                                       | Wishing on a Star de Rose Royce                                                                                             | 4:17  |
| 9.  | One, Two, a Few More                         | Sweet Music Soft Lights and You d'Ace Spectrum A Few More Kisses to Go d'Isaac Hayes                                        | 3:32  |
| 10. | Air Smoove                                   | | 2:35  |
| 11. | Gonna Love You                               | We Will Always Be Together des Whatnauts                                                                                    | 2:12  |
| 12. | 90's Class Act (EK)                          | Can I d'Eddie Kendricks You're Gonna Need Me de Dionne Warwick Get Out of My Life, Woman des Mad Lads                       | 2:14  |
| 13. | Justice (Brotherhood & Understanding) (Skit) | The Human Abstract de David Axelrod                                                                                         | 0:34  |
| 14. | Accelerate                                   | Do What You Feel des Rimshots Music Man (Part II) de Pleasure Web                                                           | 2:50  |
| 15. | Make Me Feel Like                            | | 3:09  |
| 16. | Dilla Bounce (R.I.P.)                        | | 3:43  |
| 17. | Play Yo Horn                                 | | 3:25  |
| 18. | BBJones                                      | Storm King de Bob James Baby Doll du Fatback Band                                                                           | 3:31  |
| 19. | Rootz, Reggae, Kulcha (Instr)                | | 2:12  |
| 20. | You Know Dat                                 | My Lady de Wood, Brass & Steel                                                                                              | 2:09  |